# Pushpin
Pushpin (auch push-pin und put-pin) war ein beliebtes englisches Kinderspiel im 16. bis 18. Jahrhundert. Bei dem Spiel legen zwei oder mehr Spieler Nadeln (pins) auf die Krempe eines Hutes und versuchen reihum durch Anstoßen (push) des Hutes die Nadeln dazu zu bringen sich zu überkreuzen. Der Spieler, dem dies gelingt, darf die überkreuzten Nadeln, welche zu jener Zeit noch selten und wertvoll waren, als Gewinn behalten.
Ebenso werden mit Pushpin bzw. Stoßnadel kurze, kräftige Nadeln bezeichnet, die mit einem kleinen Griff aus Kunststoff, Metall oder Glas versehen sind. Sie dienen dazu Papiere auf einer geeigneten Unterlage (z. B. einer Pinnwand) fest zu stecken und sind so der Reißzwecke ähnlich.

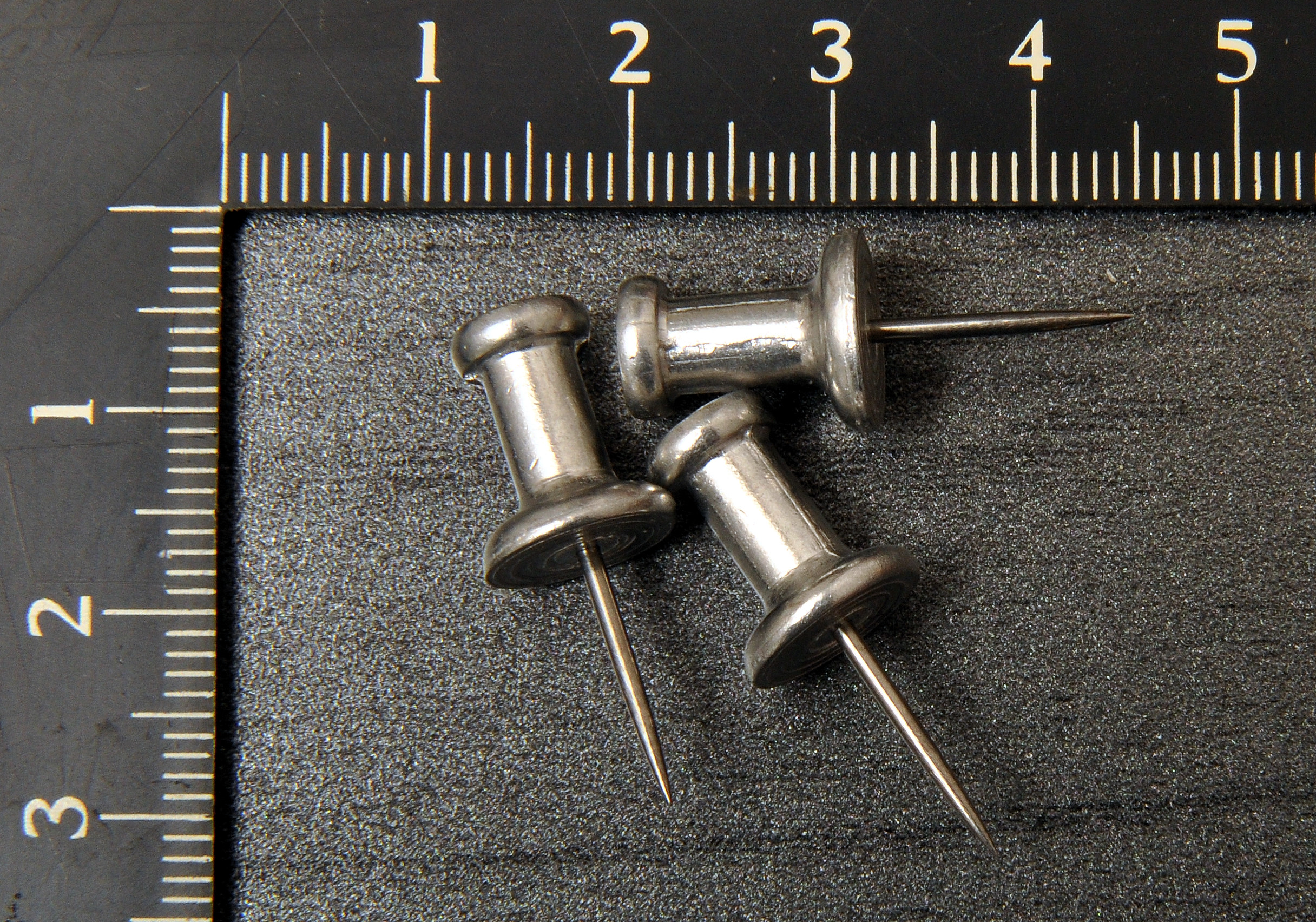
Pushpin mit Metallgriff